# Merya
Il popolo dei Merya o Merja (in russo меря?; o anche Merä) fu un antico popolo finnico che visse nelle regioni delle attuali città russe di Rostov Velikij, Kostroma, Jaroslavl' e Vladimir. Fu una vecchia ed importante cultura, come si nota nei numerosi reperti archeologici in quelle aree.
Si suppone che i Merja fossero un ramo del popolo Mari, poiché Merja è la trascrizione in lingua russa dello stesso nome esistente dei Maris Мäрӹ (Märӛ)  occidentali. Tutta la toponimia dei Merja è tradotta sulla base della lingua mari. Inoltre, la cronaca russa "Kazanskaja Istorija" menziona il popolo Cheremis (Mari) come aborigeni di Rostov.
La lingua merja fu una lingua finnica relazionata agli idiomi parlati da altre tribù nella più grande circostante regione, come i Mari, Mordvini, Meshchera e Vepsi.
Essi sono menzionati dal VI secolo dall'erudito gotico Jordanes come Merens e più tardi nelle cronache russe. Gli archeologi sovietici credevano che la capitale dei Merja fosse il sito di Sarskoe Gorodišče a sud di Rostov. Furono poi assimilati dagli Slavi orientali. Tuttavia, la cultura dei Merja venne anche assimilata in quelle regioni che furono inizialmente abitate dai Merja. I boschi e le pietre sacre, adorate dai Merja, fecero parte delle tradizionali feste locali per molto più lungo tempo dei simili luoghi sacri slavi nelle regioni occidentali dell'attuale Russia. Oggi, molti residenti della regione di Kostroma continuano a chiamarsi Merja.

I residui attuali delle usanze dell'etnia Merja in alcune località del Mar Nero formano la tematica di Silent Souls (Ovsjanki) , un film russo del 2010